# من ضباب وعشب ورمل
من ضباب وعشب ورمل (بالإنجليزية: Of Mist, and Grass, and Sand)‏ هي قصة قصيرة تنتمي لفئة الخيال العلمي، من تأليف فوندا إن ماكنتاير. نُشرت لأول مرة في مجلة الخيال العلمي التناظري والواقع في أكتوبر 1973.
ونشرت في عدة مختارات قصصية فيما بعد. ووضعها المولف لتكون أول فصل في رواية «ثعبان الحلم» Dreamsnake في عام 1978.
تدور أحداث القصة بعد وقوع محرقة نووية، ويحكي عن شخصية اسمها «سنيك» Snake، وهو معالج يستخدم سم ثلاثة ثعابين معدلة وراثيًا في علاج الأمراض، ويتابع جهوده في شفاء صبي بدوي مصاب بورم.
حازت القصة على جائزة نيبولا لأفضل رواية قصيرة عام 1974. ورشحت أيضًا لجائزة هوغو في نفس الفئة، ولجائزة لوكوس لأفضل رواية قصيرة. ووصفتها الباحثة آن هدسون جونز بأنها قصة قوية، وذكرت أن موضوعاتها «أسطورية وعالمية». 